# Louys de Moy
Louys De Moy (... – Germania, ...; fl. 1631) è stato un compositore e liutista fiammingo.

## Biografia
Non vi sono riferimenti certi relativi al luogo e data di nascita di questo compositore e liutista fiammingo, sebbene il cognome suggerisca delle origini che possono ricondurre ad Anversa.